# Tomasz Kupisz
Tomasz Kupisz, né le 2 janvier 1990 à Radom, est un footballeur international polonais. Il occupe actuellement le poste de milieu de terrain.

## Biographie

### Expérience ratée en Angleterre
Après deux saisons passées au KS Piaseczno, et avec le brassard de capitaine de la sélection des moins de 17 ans en poche, Tomasz Kupisz décide de quitter la Pologne et de tenter sa chance en Angleterre. Il passe plusieurs essais avec des clubs britanniques, parmi lesquels Wigan qu'il convainc de l'engager en février 2007. Cependant, il ne joue qu'en équipe réserve et ne fait ses débuts avec les professionnels que le 26 août 2008, en Coupe de la Ligue contre Notts County, et inscrit son premier but. Mais comme lors des mois précédents, Kupisz n'a pas l'occasion de montrer sa valeur et ne joue plus aucun match avec l'équipe première.
En juin 2010, alors que son contrat prend fin, Wigan choisit logiquement de ne pas le prolonger.

### Retour en Pologne
Le 2 juin, Tomasz Kupisz s'engage avec le Jagiellonia Białystok en Pologne. Tout de suite titulaire avec ce club, il est le joueur le plus utilisé par son entraîneur et ne manque qu'un seul match en deux ans,. Il y gagne son premier trophée, une Supercoupe de Pologne, et un statut d'international polonais.

## Palmarès
- Vainqueur de la Supercoupe de Pologne : 2010